# 台湾长耳蝠
台湾长耳蝠（学名：Plecotus taivanus）也称台湾大耳蝠、台湾兔耳蝠、台湾兔蝠，一种分布于台湾岛的蝙蝠，隶属于蝙蝠科长耳蝠属。

## 形态特征
台湾长耳蝠是长耳蝠属中体型最小的一种，前臂长37～38毫米。毛色深棕、棕褐、浅黑色、黑色。毛基黑色，毛尖浅黄、黄褐色、棕色，具有一定的金色光泽。